# Platax boersii
Espèce
Platax boersii est une espèce de poissons de la famille des Ephippidae.